# Smicridea titschacki
Smicridea titschacki är en nattsländeart som beskrevs av Oliver S. Flint Jr. 1975. Smicridea titschacki ingår i släktet Smicridea och familjen ryssjenattsländor. Inga underarter finns listade i Catalogue of Life.